# Mordella gratiosa
Mordella gratiosa là một loài bọ cánh cứng trong họ Mordellidae. Loài này được Plaza & Compte miêu tả khoa học năm 1980.